# Rifugio Camillo Scarfiotti
Il rifugio Camillo Scarfiotti - Silvia Crosetto è un rifugio alpino situato in val di Susa nel comune di Bardonecchia (TO) a 2.165 m s.l.m.

## Caratteristiche e informazioni

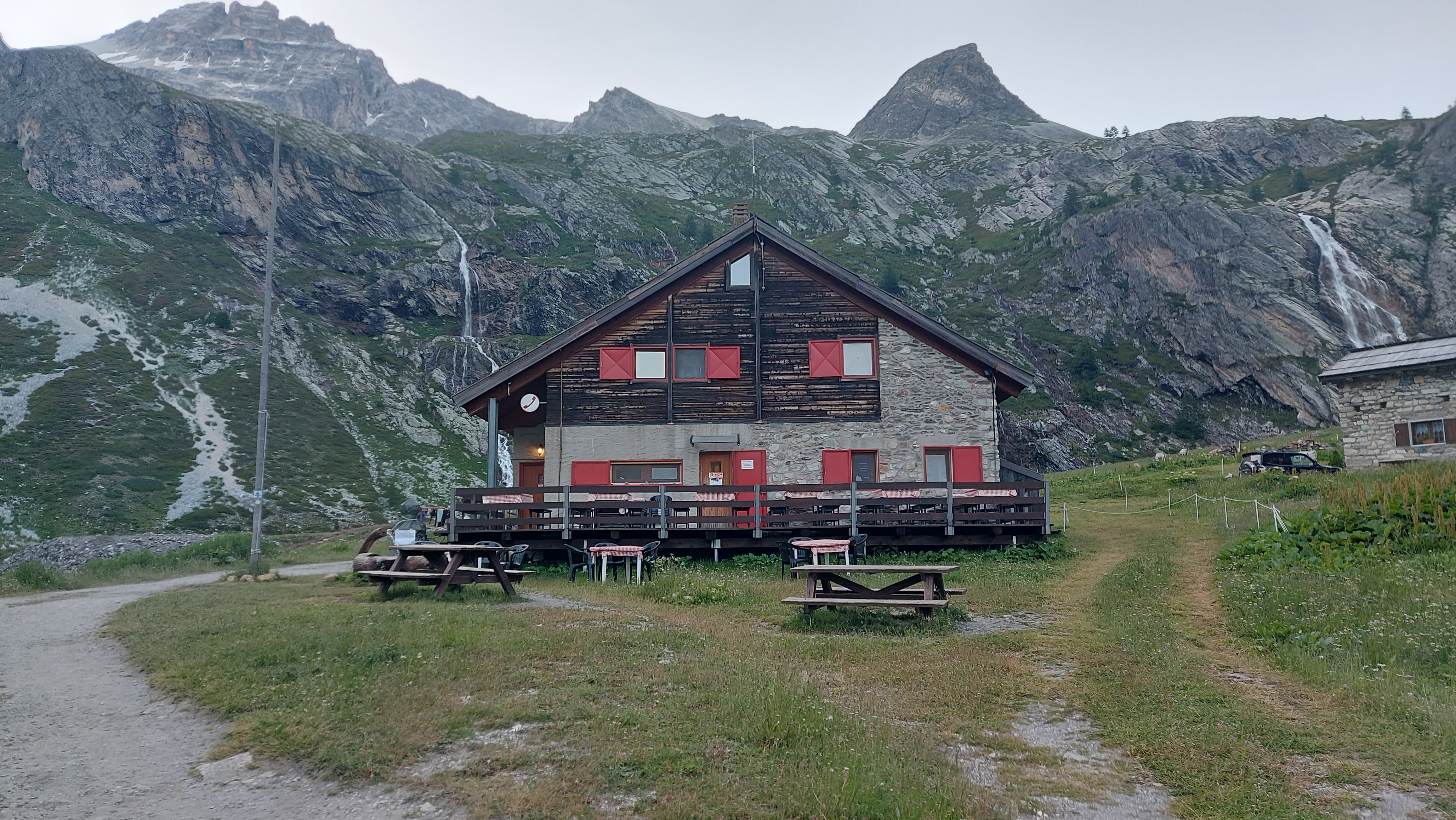
Il rifugio al mattino.

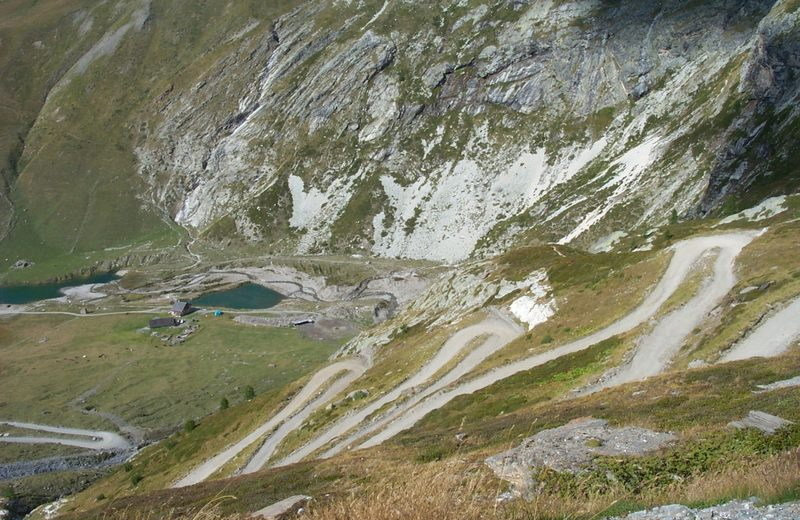
ll rifugio visto dall'alto della strada sterrata che conduce al Colle del Sommeiller.

Inaugurato nel 1923 ed intitolato al cavalier Camillo Scarfiotti, che ne permise la realizzazione con il proprio sostegno economico, è aperto da metà giugno a metà settembre. La struttura si trova in un'ampia conca del vallone di Rochemolles, vallone che si apre a Bardonecchia e sale fino al Colle del Sommeiller.
Il rifugio è autonomo sotto al punto di vista energetico, avendo un piccolo impianto idroelettrico che fornisce (quando la portata d'acqua della condotta è ottimale) la corrente necessaria per i fabbisogni del rifugio.
Nell'estate 2018 il CAI (sezione di Torino) presenta i lavori della nuova ristrutturazione che verranno effettuati anche grazie al contributo della famiglia di Silvia Crosetto. Il rifugio diventa "Scarfiotti-Crosetto".

## Accessi
Il rifugio si trova a 8 km dalla frazione di Bardonecchia, Rochemolles ed è raggiungibile in auto su strada sterrata. La strada bianca dopo il rifugio continua fino a raggiungere il Colle del Sommeiller.
Nel periodo estivo viene richiesto il pagamento di un pedaggio di 8,00 € per ogni mezzo motorizzato, dalle ore 8:00 alle 18:00. Il giovedì la strada rimane chiusa al traffico veicolare, lasciando la possibilità agli escursionisti e ai ciclisti di poter effettuare la salita senza il traffico.

## Ascensioni
- Pierre Menue - 3.506 m
- Rognosa d'Etiache - 3.382 m
- Punta Sommeiller - 3.333 m
- Gros Peyron - 3.047 m
- Rochers Cornus - 3.170 m

## Traversate
- Rifugio Levi Molinari - 1.850 m - in circa 7 ore